# Palissery
Palissery es una ciudad censal situada en el distrito de Thrissur en el estado de Kerala (India). Su población es de 7724 habitantes (2011). Se encuentra a 5 km de Thrissur y a 66 km de Cochín.

## Demografía
Según el censo de 2011 la población de Palissery era de 7724 habitantes, de los cuales 3741 eran hombres y 3983 eran mujeres. Palissery tiene una tasa media de alfabetización del 96,77%, superior a la media estatal del 94%: la alfabetización masculina es del 98,09%, y la alfabetización femenina del 95,55%.